# Lista över EU:s försäljningsnamn på kakao och choklad
Inom EU existerar särskilda regler för varor som saluförs med följande försäljningsnamn:
- Kakaopulver, kakao
- Fettreducerad kakao, fettreducerat kakaopulver
- Chokladpulver
- Drickchoklad, sötad kakao och sötat kakaopulver
- Choklad (eventuellt kompletterat med orden "spån", "flingor", "överdrag" eller "gianduja nötchoklad")
- Mjölkchoklad, gräddchoklad eller skummjölkschoklad (eventuellt kompletterat med orden "spån", "flingor", "överdrag" eller "gianduja nötchoklad")
- Ljus mjölkchoklad
- Vit choklad
- Fylld choklad, choklad med ... fyllning, choklad fylld med ...
- Chocolate a la taza
- Chocolate familiar a la taza
- Chokladpralin eller pralin